# Brooklyn (lớp tàu tuần dương)
Lớp tàu tuần dương Brooklyn bao gồm chín chiếc tàu tuần dương hạng nhẹ của Hải quân Hoa Kỳ đã phục vụ trong Chiến tranh Thế giới thứ hai. Được trang bị năm tháp pháo 6 inch ba nòng gồm ba phía trước và hai phía sau, chúng mang một số lượng nòng pháo nhiều hơn mọi tàu tuần dương Hoa Kỳ nào khác. Những chiếc trong lớp Brooklyn được đưa ra hoạt động trong những năm 1937-1938, vào lúc mà cuộc Chiến tranh Trung-Nhật đang diễn ra nhưng trước khi chiến tranh tại Châu Âu bắt đầu. Chúng đã được sử dụng rộng rãi tại cả các mặt trận Thái Bình Dương và Đại Tây Dương trong Chiến tranh Thế giới thứ hai.
Mặc dù một số bị hư hại nặng, tất cả ngoại trừ Helena đều đã sống sót qua cuộc chiến này. Tất cả đều được cho ngừng hoạt động sau khi chiến tranh kết thúc, và đến năm 1951, năm chiếc trong số chúng được chuyển cho hải quân các nước Nam Mỹ, nơi chúng phục vụ thêm nhiều năm nữa. Trong số chúng, General Belgrano của Hải quân Argentina, nguyên là chiếc USS Phoenix, bị đánh chìm trong cuộc Chiến tranh Falkland vào những năm 1980.
Lớp Brooklyn đã có một ảnh hưởng lớn đối với việc thiết kế tàu tuần dương của Hoa Kỳ. Hầu như mọi tàu tuần dương hạng nặng và hạng nhẹ tiếp theo sau của Hải quân Hoa Kỳ đều trực tiếp hay gián tiếp dựa trên thiết kế của nó.

## Thiết kế
Thiết kế của lớp Brooklyn dựa trên việc tiếp tục hoàn thiện lớp New Orleans dẫn trước. Nhu cầu về tàu tuần dương hạng nhẹ xuất phát từ Hiệp ước Hải quân London năm 1930, vốn giới hạn việc chế tạo tàu tuần dương hạng nặng, là những tàu chiến mang cỡ nòng pháo 6,1–8 in (150–200 mm). Anh Quốc có nhu cầu về những tàu tuần dương kiểm soát tuyến hàng hải và mong muốn hiệp ước sẽ giới hạn kích cỡ tàu tuần dương trong khoảng 6.000 đến 8.000 tấn Anh (6.096 đến 8.128 t) mà họ có thể trang trải được. Việc đồng thuận theo Hiệp ước London và xúc tiến việc thiết kế tàu tuần dương hạng nhẹ là do sự quyết đoán của Đô đốc William V. Pratt, Tư lệnh Tác chiến Hải quân, bất chấp sự phản đối quyết liệt của Ủy ban Tướng lĩnh.
Theo thỏa thuận của Hiệp ước, Hoa Kỳ có được hạn ngạch 180.000 tấn Anh (182.888 t) cho 18 tàu tuần dương hạng nặng cùng 143.500 tấn Anh (145.803 t) mà không giới hạn số lượng tàu tuần dương hạng nhẹ. Hoa Kỳ cần những tàu tuần dương lớn để hoạt động trên những khoảng cách rất xa của Thái Bình Dương mênh mông. Vì vậy tàu tuần dương trang bị pháo 6 inch (150 mm) và có trọng lượng choán nước tiêu chuẩn 10.000 tấn Anh (10.160 t) được lựa chọn. Kinh nghiệm có được với những chiếc lớp Omaha đáng thất vọng. Thiết kế lườn tàu nhẹ gây áp lực cho lườn tàu và luôn bị quá tải. Việc thiết kế được bắt đầu vào năm 1930, với bốn chiếc đầu tiên trong lớp được đặt hàng vào năm 1933, và bổ sung thêm ba chiếc nữa vào năm 1934. Các tiêu chí căn bản về tốc độ và tầm xa hoạt động cần theo kịp các tàu tuần dương hạng nặng; và đến khi lớp tàu tuần dương Mogami của Nhật Bản trang bị mười lăm pháo 6 inch xuất hiện, những tàu chiến mới của Mỹ phải theo kịp về vũ khí. Các cách kết hợp khác nhau giữa vỏ giáp và động cơ đã được thử trong những nỗ lực nhằm giữ chúng trong phạm vi giới hạn 10.000 tấn của Hiệp ước. Các thiết bị không lực được chuyển từ giữa tàu xuống phía đuôi tàu.

### Lớp phụSt. Louis
Hai chiếc St. Louis và Helena, thuộc lớp phụ St. Louis, là những thiết kế cải tiến của lớp Brooklyn, có thiết kế mới về nồi hơi áp suất cao hơn, bố trí xen kẻ các phòng nồi hơi và phòng động cơ để ngăn ngừa khả năng bị vô hiệu hóa toàn bộ hộ thống động lực chỉ với một phát bắn trúng. Ngoài ra vũ khí phòng không cũng được cải tiến; chúng là những tàu tuần dương Hoa Kỳ đầu tiên được trang bị tháp pháo 5 in (130 mm)/38-caliber nòng đôi đa dụng. Chúng có thể được phân biệt với những chiếc Brooklyn khác ở cách bố trí thượng tầng phía sau ngang ống khói phía sau, và ở các tháp pháo 5-inch nòng đôi.

### Vũ khí
Lớp Brooklyn được trang bị 15 khẩu hải pháo 6 in (150 mm)/47 caliber Mark 16, là phiên bản cải tiến từ kiểu pháo 6 inch/53 caliber Mark 8 được sử dụng trên lớp Omaha. Quyết định được được ra khi kiểu pháo mới có thể đạt tốc độ bắn 10 phát mỗi phút, tức là con tàu có thể nả 150 quả đạn pháo vào một mục tiêu mỗi phút. Chúng được bố trí thành năm tháp pháo ba nòng, đặt trên cùng một bệ, mỗi nòng không thể di chuyển độc lập với nhau. Pháo Mark 16 mới có khả năng bắn đạn pháo xuyên giáp (AP) 130 pound (59 kilôgam) đi xa đến 26.100 yd (23.866 m) với độ đâm xuyên gấp đôi kiểu đạn pháo cũ. Uy lực của kiểu pháo mới đã giúp thay đổi quan điểm của Ủy ban Tướng lĩnh về sự hữu dụng của tàu tuần dương hạng nhẹ trong phục vụ.
Khi thiết kế, vũ khí phòng không bao gồm tám khẩu 5 in (130 mm)/25 caliber trên các bệ nòng đơn cùng tám súng máy M2 Browning 0,50 inch (12,7 mm) caliber. Dự định trang bị pháo phòng không 1,1 inch (28 mm)/75 caliber đã không thể thực hiện, và yêu cầu chỉ có thể đáp ứng trọn vẹn vào năm 1943; vũ khí trang bị không đáp ứng yêu cầu do vấn đề trọng lượng nặng và thường xuyên bị kẹt. Riêng hai chiếc thuộc lớp phụ St. Louis được trang bị bốn tháp pháo 5 inch/38 caliber nòng đôi thay cho kiểu 25 caliber. Từ năm 1942, cấu trúc cầu tàu được hạ thấp và thiết bị radar được bổ sung. Việc bổ sung vũ khí phòng không được đặt ra; chúng được trang bị các kiểu phối hợp pháo Oerlikon 20 mm và Bofors 40 mm khác nhau, trong đó 28 khẩu 40 mm (4×4, 6×2) và 20 khẩu 20 mm (10×2) là cấu hình thông dụng nhất.

### Kiểm soát hỏa lực
Khi đưa vào hoạt động, lớp được trang bị bộ kiểm soát hỏa lực Mark 34, và sau này được bổ sung thêm radar Mark 3; sau này chúng tiếp tục được nâng cấp lên Mark 8, rồi Mark 13 khi chiến tranh tiếp diễn. Dàn pháo hạng hai được điều khiển bới bộ kiểm soát hỏa lực Mark 28, sau này nâng cấp lên Mark 33. Radar phụ trợ là kiểu kiểm soát hỏa lực Mark 4 và sau đó nâng cấp lên Mark 12. Hai bộ điều khiển hỏa lực phòng không được bố trí trên mỗi con tàu. Đợt nâng cấp vào cuối Thế Chiến II bao gồm bộ kiểm soát hỏa lực Mark 51 cho pháo Bofors. Hoạt động tác chiến ban đêm được cải thiện rõ rệt từ năm 1945 sau khi các bộ kiểm soát hỏa lực Mark 57 và 63 được trang bị.

## Lịch sử phục vụ
Cho dù nhiều chiếc đã bị hư hại trong chiến tranh, tất cả đã sống sót qua cuộc chiến, nhưng đều bị cho ngừng hoạt động tính cho đến ngày 3 tháng 2 năm 1947. USS Nashville (CL-43) bị đánh trúng trong một cuộc tấn công cảm tử kamikaze vào ngày 13 tháng 12 năm 1944 ngoài khơi Mindoro, khiến làm thiệt mạng hoặc bị thương 310 thành viên thủy thủ đoàn. USS Honolulu (CL-48) bị trúng ngư lôi trong trận Kolombangara; sau khi được sửa chữa tại Hoa Kỳ, Honolulu quay trở lại phục vụ rồi lại bị trúng ngư lôi phóng từ máy bay Nhật vào ngày 20 tháng 10 năm 1944 trong Trận Leyte. USS Boise (CL-47) bị hư hại nặng bởi một quả đạn pháo bắn trúng hầm đạn tháp pháo phía trước của nó trong Trận chiến mũi Esperance ngày 11 tháng 10 năm 1942, chịu đựng nhiều thương vong nhưng may mắn là hầm đạn pháo đã không phát nổ. Cuối cùng, ngoài khơi Salerno, Ý, USS Savannah (CL-42) bị một quả bom lượn Fritz X điều khiển bằng vô tuyến của Đức đánh trúng, vốn đã xuyên thủng tháp pháo số 3 và phát nổ bên dưới đáy tàu. Thao tác kiểm soát hư hỏng thuần thục của thủy thủ đoàn đã cứu con tàu khỏi bị đánh đắm. Trong khi được sửa chữa tại Hoa Kỳ, Savannah được tái cấu trúc, được bổ sung một bầu trên lườn tàu, làm tăng độ rộng mạn thuyền thêm gần 2,4 m (8 ft) và dàn pháo phòng không 127 mm (5 inch) gồm bốn khẩu nòng đôi.

## Sau chiến tranh
Hai chiếc trong lớp đã bị tháo dỡ, số còn lại sau đó được bán cho các nước Nam Mỹ: Brooklyn và Nashville cho Chile, Philadelphia cho Brasil, và Boise cùng Phoenix cho Argentina. Phoenix được đổi tên thành ARA General Belgrano và đã bị đánh chìm do trúng ngư lôi phóng bởi HMS Conqueror trong cuộc Chiến tranh Falklands.

## Những chiếc trong lớp
| Brooklyn (CL-40)     | Xưởng hải quân Brooklyn, thành phố New York                  | 12 tháng 3 năm 1935  | 30 tháng 11 năm 1936 | 30 tháng 9 năm 1937 | 3 tháng 1 năm 1947  | Chuyển cho Chile 9 tháng 1 năm 1951, đổi tên thành O'Higgins; ngừng hoạt động và bị chìm năm 1992                                                               |
| Philadelphia (CL-41) | Xưởng hải quân Philadelphia, Philadelphia                    | 28 tháng 5 năm 1935  | 17 tháng 11 năm 1936 | 23 tháng 9 năm 1937 | 3 tháng 2 năm 1947  | Chuyển cho Brasil 9 tháng 1 năm 1951, đổi tên thành Almirante Barroso (C–11); tháo dỡ năm 1973                                                                  |
| Savannah (CL-42)     | New York Shipbuilding Corporation, Camden                    | 31 tháng 5 năm 1934  | 8 tháng 5 năm 1937   | 10 tháng 3 năm 1938 | 3 tháng 2 năm 1947  | Bán để tháo dỡ 25 tháng 1 năm 1966 |
| Nashville (CL-43)    | New York Shipbuilding Corporation, Camden                    | 24 tháng 1 năm 1935  | 2 tháng 10 năm 1937  | 6 tháng 6 năm 1938  | 24 tháng 6 năm 1946 | Chuyển cho Chile 9 tháng 1 năm 1951, đổi tên thành Capitán ; tháo dỡ năm 1985                                                                                   |
| Phoenix (CL-46)      | New York Shipbuilding Corporation, Camden                    | 15 tháng 4 năm 1935  | 13 tháng 3 năm 1938  | 3 tháng 10 năm 1938 | 3 tháng 7 năm 1946  | Chuyển cho Argentina 9 tháng 4 năm 1951, đổi tên thành ARA General Belgrano; bị tàu ngầm Anh Quốc Conqueror đánh chìm năm 1982 trong cuộc Chiến tranh Falklands |
| Boise (CL-47)        | Newport News Shipbuilding and Dry Dock Company, Newport News | 1 tháng 4 năm 1935   | 3 tháng 12 năm 1936  | 12 tháng 8 năm 1938 | 1 tháng 7 năm 1946  | Chuyển cho Argentina 11 tháng 1 năm 1951, đổi tên thành ARA Nueve de Julio; tháo dỡ năm 1978                                                                    |
| Honolulu (CL-48)     | Xưởng hải quân Brooklyn, thành phố New York                  | 10 tháng 9 năm 1935  | 26 tháng 8 năm 1937  | 15 tháng 6 năm 1938 | 3 tháng 2 năm 1947  | Bán tháo dỡ 17 tháng 11 năm 1959 |
| Lớp phụ St. Louis    |                                                              |                      |                      |                     |                     | |
| St. Louis (CL-49)    | Newport News Shipbuilding and Dry Dock Company               | 10 tháng 12 năm 1936 | 15 tháng 4 năm 1938  | 19 tháng 5 năm 1939 | 20 tháng 6 năm 1946 | Chuyển cho Brasil 29 tháng 1 năm 1951, đổi tên thành Almirante Tamandaré (C–12); đắm trên đường kéo đi tháo dỡ năm 1980                                         |
| Helena (CL-50)       | Xưởng hải quân Brooklyn, thành phố New York                  | 9 tháng 12 năm 1936  | 27 tháng 8 năm 1938  | 18 tháng 9 năm 1939 |                     | Bị đánh chìm do trúng ngư lôi trong Trận chiến vịnh Kula, 6 tháng 7 năm 1943                                                                                    |